# GO Ms. Tree
GO Ms. Tree (vormals Mr. Steven) und GO Ms. Chief (vormals Captain Elliott) sind die Namen zweier nahezu baugleicher Spezialschiffe, die ab 2017 beziehungsweise 2019 für das US-amerikanische Raumfahrtunternehmen SpaceX im Einsatz waren. Es handelt sich um ehemalige Offshore-Versorger, die zu Auffangvehikeln für Nutzlastverkleidungen von Falcon-9- und Falcon-Heavy-Raketen umgerüstet wurden. Die Verkleidungen fallen nach jedem Raketenstart aus dem Weltraum herab und werden durch lenkbare Fallschirme gebremst. Sie sollten jeweils in einem über dem Schiff aufgespannten Netz von mehreren tausend Quadratmetern Fläche landen, was aber nur selten funktionierte; daher gab SpaceX diese Auffangversuche im Jahr 2021 wieder auf.
Die GO Ms. Tree und die GO Ms. Chief waren die ersten Schiffe dieser Art. Neben einer Flotte aus schwimmenden Landeplattformen waren sie Teil der SpaceX-Strategie, durch einen möglichst hohen Anteil an wiederverwendbaren Raketenteilen die Startkosten zu minimieren.

## Hintergrund
Die Nutzlastverkleidung von Trägerraketen ist jeweils auf deren Spitze angebracht, das heißt bei Falcon-Raketen auf der zweiten Stufe. Sie schützt die Nutzlast (z. B. einen Satelliten oder eine Raumsonde) vor dem Start und während des Flugs. Nach dem Verlassen der Atmosphäre wird sie in etwa 110 Kilometern Höhe abgeworfen und fällt zurück zur Erde.
Die Nutzlastverkleidung der Falcon-Raketen besteht aus zwei CFK-Halbschalen, die von SpaceX selbst gefertigt werden. Sie ist 13,1 Meter lang, hat einen Durchmesser von 5,2 Metern und wiegt etwa eine Tonne. Mit Herstellkosten von 6 Millionen US-Dollar macht sie ungefähr 6–10 % des Preises für den Flug einer Falcon-9-Rakete aus.

## Geschichte

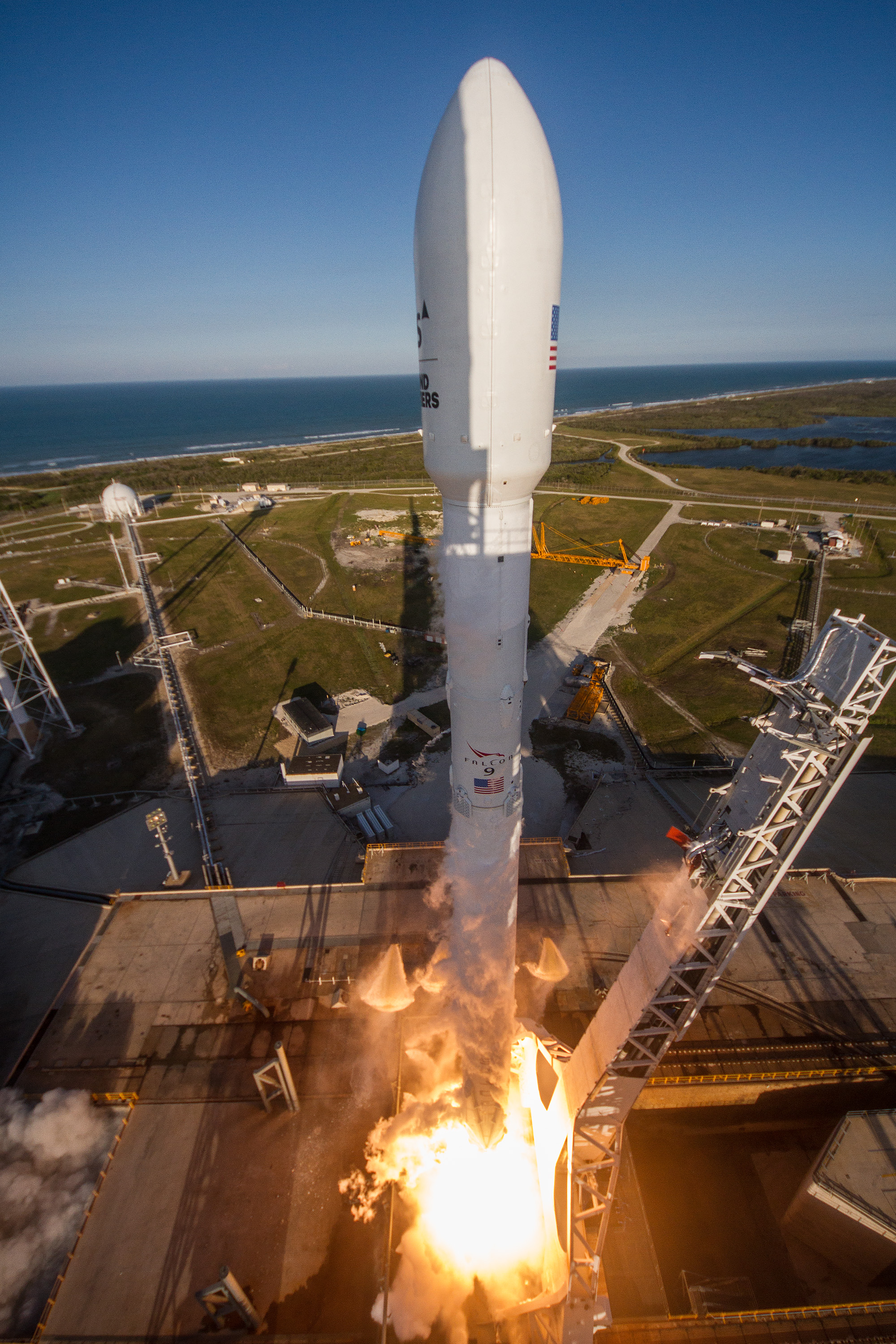
Start von SES-10 im März 2017; oben im Bild die Nutzlastverkleidung

Die Captain Elliott und die Mr. Steven wurden ab Juli 2013 bzw. Juni 2014 von der Gulf-Craft-Werft in Louisiana gebaut. Im November 2014 bzw. April 2015 wurde sie an die Seatran Marine, LLC ausgeliefert, Betreiberin einer Offshore-Versorgerflotte für die Erdöl- und -gasindustrie. Sie waren damals die größten und schnellsten Mitglieder der SeaTran-Flotte.
Zur selben Zeit dachte man bei SpaceX bereits darüber nach, die Nutzlastverkleidungen der Raketen wiederzuverwenden. Um die Verkleidungshälften gezielt landen zu können, wurden sie mit Steuertriebwerken und einem lenkbaren Fallschirm ausgestattet. Beim Start einer Falcon 9 am 30. März 2017 (Foto) gelang dann erstmals die kontrollierte Landung einer Verkleidungshälfte und deren Bergung aus dem Meer.
Die Mr. Steven wurde zum Auffangschiff umgewidmet, und SpaceX ließ auf dem Freibordlastdeck vier Auslegerarme anbringen, die über den Schiffsrumpf hinausragen und schräg nach oben zeigen. Zum Auffangen der Nutzlastverkleidung wurde an den Armen ein Netz befestigt. Am 19. Dezember 2017 veröffentlichte der Reddit-Benutzer vshie erste Fotos des umgebauten Schiffs.
Seinen ersten „Fangeinsatz“ hatte das Gefährt am 22. Februar 2018 beim Start des spanischen Radarsatelliten Paz. Die aufzufangende Verkleidungshälfte verfehlte das Schiff um einige hundert Meter und landete – äußerlich intakt – im Meer vor der kalifornischen Küste. Der SpaceX-CEO und -entwicklungschef Elon Musk gab sich danach zuversichtlich, dass ein etwas größerer Fallschirm die Geschwindigkeit so weit abbremsen werde, dass das Auffangen gelingen werde. Beim zweiten Versuch am 30. März 2018 verhedderten sich die Fallschirmseile. Das Verkleidungsteil stürzte mit hoher Geschwindigkeit ins Meer und wurde mit dem Schiff geborgen. Beim dritten Versuch am 22. Mai 2018 funktionierten die Fallschirme wie geplant, aber das Auffangschiff wurde knapp verfehlt. Um die Erfolgschancen zu erhöhen, vergrößerte SpaceX die Fläche des Fangnetzes auf das Vierfache; trotzdem scheiterte auch der vierte Versuch am 25. Juli 2018. An diesem Tag herrschte starker Wind und Seegang. Auch beim fünften Versuch am 3. Dezember 2018 landete die Nutzlastverkleidung im Meer.
Anfang 2019 fanden einige Auffangtests statt, bei denen Verkleidungshälften mit dem Hubschrauber abgeworfen wurden. Anschließend wurde das Schiff an die Ostküste verlegt, wo die meisten Falcon-Starts in diesem Jahr geplant waren. Der nächste Auffangeinsatz am 22. Februar 2019 wurde bei rauer See abgebrochen. Das Schiff kehrte mit nur zwei Auslegerarmen und ohne Netz zurück. Danach wurde es mit neuen Armen und einem neuen Netz ausgestattet.
Im Juni 2019 wurde das Schiff in GO Ms. Tree umbenannt. Beim Falcon-Heavy-Start STP-2 am 25. Juni 2019 gelang erstmals das Auffangen einer Verkleidungshälfte, nach einem Fall aus 160 Kilometern Höhe. Auch der nächste Einsatz im August 2019 war erfolgreich.
Im Sommer 2019 stieß auch die Captain Elliott zur SpaceX-Flotte. Sie wurde in GO Ms. Chief umbenannt und auf dieselbe Art zum Auffangschiff umgerüstet wie die GO Ms. Tree.
Nach einer Serie von überwiegend erfolglosen Auffangversuchen gingen beide Schiffe im Februar 2021 bei SpaceX außer Dienst; die Spezialaufbauten für die Auffangversuche wurden wieder demontiert.

## Aufbau und technische Daten
Der Rumpf beider Schiffe (ohne Ausleger) ist etwa 62,5 Meter lang und 10,4 Meter breit. Sie haben eine Seitenhöhe von 4 Metern und 5–9,75 Meter Tiefgang. Die GO Ms. Tree ist mit sechs Kabinen ausgestattet, in denen bis zu 12 Personen untergebracht werden können; bei der GO Ms. Chief sind es sieben Kabinen für 14 Personen. Einschließlich vorhandener Sitzplätze können die beiden Schiffe maximal 72 bzw. 62 Personen befördern.
Den Vortrieb besorgen jeweils vier Wasserstrahlantriebe, die von vier V-16-Dieselmotoren über Untersetzungsgetriebe angetrieben werden. Bei der GO Ms. Tree kommen Motoren des Typs Caterpillar 3516C mit einer Leistung von je 1920 kW (2610 PS) zum Einsatz, bei der GO Ms. Chief sind es Cummins QSK60 mit je 2000 kW (2720 PS). Zum Manövrieren sind jeweils zusätzlich drei elektrisch betriebene Querstrahlsteueranlagen mit je 147 kW (200 PS) Leistung vorhanden. Die Schiffe verfügen über Systeme zur dynamischen Positionierung.
Zur Bordstromerzeugung dienen bei der GO Ms. Tree laut Hersteller und Reeder drei 250-kW-Generatoren, die von jeweils einem Caterpillar-C9.3-Dieselmotor angetrieben werden. Das American Bureau of Shipping als Registrierungsbehörde nennt hingegen 3 × 290 kW Leistung durch drei Cummins-Generatorsätze. Für die GO Ms. Chief geben alle drei Quellen die letztere Variante an.
Beide Schiffe erreichen ohne Beladung eine Höchstgeschwindigkeit von 32 Knoten (59 km/h), mit voller Beladung 26 Knoten (48 km/h).

## Schiffsnamen
Nach Aussage von Elon Musk war Mr. Steven ein zufällig gewählter Name. Er entsprach dem Namensschema der SeaTran-Flotte, zu der auch Schiffe wie die Mr. Mason, die Mr. Blake, die Miss Claire und die Lady Marie gehören. Das Kürzel GO in den neuen Schiffsnamen steht für das Unternehmen Guice Offshore, Eigner und/oder Reeder verschiedener Schiffe der SpaceX-Flotte. „Ms. Tree“ und „Ms. Chief“ sind Wortspiele mit den englischen Begriffen mystery (Rätsel, Mysterium) und mischief (Unfug, Schalk).

## Liste der Auffangversuche
Quelle: spacexfleet.com
Soweit das Netz verfehlt wurde, konnten die Verkleidungshälften meist aus dem Meer geborgen werden.
| Datum         | Schiff               | Mission                   | US-Küste | Resultat                                            |
| ------------- | -------------------- | ------------------------- | -------- | --------------------------------------------------- |
| 23. Dez. 2017 | Mr. Steven           | Iridium-4                 | West     | Probe für den ersten Auffangversuch                 |
| 22. Feb. 2018 | Mr. Steven           | Paz                       | West     | Netz verfehlt                                       |
| 30. März 2018 | Mr. Steven           | Iridium-5                 | West     | Netz verfehlt                                       |
| 22. Mai 2018  | Mr. Steven           | Iridium-6                 | West     | Netz verfehlt                                       |
| 25. Juli 2018 | Mr. Steven           | Iridium-7                 | West     | Netz verfehlt                                       |
| 3. Dez. 2018  | Mr. Steven           | SSO-A                     | West     | Netz verfehlt                                       |
| 22. Feb. 2019 | Mr. Steven           | Nusantara Satu, Beresheet | Ost      | Schiff beschädigt; Einsatz abgebrochen              |
| 25. Juni 2019 | Ms. Tree             | STP-2                     | Ost      | erster Erfolg                                       |
| 7. Aug. 2019  | Ms. Tree             | AMOS-17                   | Ost      | zweiter Erfolg                                      |
| 11. Nov. 2019 | Ms. Tree & Ms. Chief | Starlink 1.0-1            | Ost      | Einsatz abgebrochen                                 |
| 16. Dez. 2019 | Ms. Tree & Ms. Chief | JCSAT-18/Kacific-1        | Ost      | 2× Netz verfehlt                                    |
| 7. Jan. 2020  | Ms. Tree             | Starlink 1.0-2            | Ost      | Netz verfehlt                                       |
| 29. Jan. 2020 | Ms. Tree & Ms. Chief | Starlink 1.0-3            | Ost      | Ms. Tree: dritter Erfolg; Ms. Chief: Netz verfehlt  |
| 17. Feb. 2020 | Ms. Tree & Ms. Chief | Starlink 1.0-4            | Ost      | 2× Netz verfehlt                                    |
| 19. März 2020 | Ms. Tree & Ms. Chief | Starlink 1.0-5            | Ost      | 2× Netz verfehlt                                    |
| 22. Apr. 2020 | Ms. Tree & Ms. Chief | Starlink 1.0-6            | Ost      | 2× Netz verfehlt                                    |
| 4. Juni 2020  | Ms. Tree & Ms. Chief | Starlink 1.0-7            | Ost      | 2× Netz verfehlt                                    |
| 13. Juni 2020 | Ms. Tree & Ms. Chief | Starlink 1.0-8            | Ost      | 2× Netz verfehlt                                    |
| 30. Juni 2020 | Ms. Tree & Ms. Chief | GPS IIIA-3                | Ost      | 2× Netz verfehlt                                    |
| 20. Juli 2020 | Ms. Tree & Ms. Chief | Anasis-II                 | Ost      | Ms. Tree: vierter Erfolg; Ms. Chief: erster Erfolg  |
| 8. Aug. 2020  | Ms. Tree & Ms. Chief | Starlink 1.0-9            | Ost      | 2× Netz verfehlt                                    |
| 18. Aug. 2020 | Ms. Tree & Ms. Chief | Starlink 1.0-10           | Ost      | Ms. Tree: fünfter Erfolg; Ms. Chief: Netz verfehlt  |
| 30. Aug. 2020 | Ms. Chief            | SAOCOM 1B                 | Ost      | Netz verfehlt                                       |
| 3. Sep. 2020  | Ms. Tree & Ms. Chief | Starlink 1.0-11           | Ost      | 2× Netz verfehlt                                    |
| 6. Okt. 2020  | Ms. Tree & Ms. Chief | Starlink 1.0-12           | Ost      | Ms. Tree: sechster Erfolg; Ms. Chief: Netz verfehlt |
| 18. Okt. 2020 | Ms. Tree & Ms. Chief | Starlink 1.0-13           | Ost      | Ms. Tree: siebter Erfolg; Ms. Chief: zweiter Erfolg |
| 24. Okt. 2020 | Ms. Chief            | Starlink 1.0-14           | Ost      | Netz verfehlt                                       |
| 6. Nov. 2020  | Ms. Chief            | GPS IIIA-3                | Ost      | Netz verfehlt                                       |
| 24. Nov. 2020 | Ms. Chief            | Starlink 1.0-15           | Ost      | Netz verfehlt                                       |
| 13. Dez. 2020 | Ms. Tree             | SXM-7                     | Ost      | Netz verfehlt                                       |
| 19. Dez. 2020 | Ms. Tree             | NROL-108                  | Ost      | Netz verfehlt                                       |
| 7. Jan. 2021  | Ms. Tree & Ms. Chief | Türksat 5A                | Ost      | 2× Netz verfehlt                                    |
| 20. Jan. 2021 | Ms. Tree & Ms. Chief | Starlink 1.0-16           | Ost      | Einsatz abgebrochen                                 |
| 24. Jan. 2021 | Ms. Tree & Ms. Chief | Transporter-1             | Ost      | 2× Netz verfehlt                                    |
| 4. Feb. 2021  | Ms. Tree & Ms. Chief | Starlink 1.0-18           | Ost      | 2× Netz verfehlt                                    |
| 15. Feb. 2021 | Ms. Tree & Ms. Chief | Starlink 1.0-19           | Ost      | 2× Netz verfehlt                                    |